# Kazpınarı, Amasra
Kazpınarı là một xã thuộc huyện Amasra, tỉnh Bartın, Thổ Nhĩ Kỳ. Dân số thời điểm năm 2011 là 572 người.